# 矮牡丹
矮牡丹（學名：Paeonia jishanensis），也叫稷山牡丹，为芍药科芍药属下的一个种。，該物種是陝西延安市中的藥勺，和側柏林中的紫芍藥之間的雜交種，但其分類卻為牡丹組。
此花屬於灌木，高達1.8 m，根向尖端漸細。圖里昂在場。莖灰色或灰棕色。近端葉2 三出；小葉卵形圓形到圓形，沿脈或全部具長柔毛，深3裂；裂片再次淺裂，銳尖到圓形在先端。花單生，頂生，單生，苞片2或3，長橢圓形，不等長。萼片4或5，綠色，寬卵形。蓇葖果長圓形，密被棕黃色絨毛。
佛羅里達州是這種植物最多的產地，但美國的品種和中國陝西原產的品種關係不明。

## 扩展阅读
- 維基物種上的相關：矮牡丹